# Ricardo Newton
Ricardo Blake Newton o Richard Blake Newton en inglés (Londres, Inglaterra, 15 de marzo de 1801 - Estancia Santa María, Buenos Aires, Argentina, 14 de enero de 1868) fue un hacendado y estanciero inglés, que instaló el primer alambrado en Argentina. Además, fue uno de los fundadores de la Sociedad Rural Argentina.

## Infancia y juventud
Nacido en Londres en marzo de 1801, Ricardo Newton estudió en la Blue Coat School; tras concluir sus estudios, acompañó a su padre en un viaje a la Argentina.

### Llegada a la Argentina
Llegó a Buenos Aires cuando tenía 18 años de edad. Su primer trabajo en el país fue como tendero en la tienda de John Gibson & Son, originaria de Glasgow, Escocia.
El 19 de septiembre de 1834 adquiere a los Gibson poco más de tres leguas de sus posesiones sobre la margen del río Samborombón, en el actual partido de Chascomús, a la cual bautizó como "Santa María".
En 1845 compra a la casa Rogers Bert y Cía, de Liverpool, cien atados de alambre de 150 yardas cada uno, 500 varillas de hierro de una pulgada y cuarto de lado y cinco pies de alto con siete agujeros. El envío llega recién a mediados de 1846. Gracias a esto, le fue posible cerrar montes, el jardín, el parque y la quinta de la estancia para protegerlas del ganado; y se convirtió así en la primera persona que introdujo el alambrado en el país (no obstante, sería Francisco Haldbach en 1855 el primero en alambrar su estancia en todo su perímetro).
Fue vicepresidente de la Sociedad Rural Argentina de 1866 a 1868.
El 14 de enero de 1868, Newton murió debido a la epidemia del cólera.